# Bubikopf (Pflanze)
Der Bubikopf (Soleirolia soleirolii, Syn.: Helxine soleirolii Req.), auch Bubiköpfchen genannt, ist die einzige Art der Pflanzengattung Soleirolia innerhalb der Familie der Brennnesselgewächse (Urticaceae). Sie stammt von Sardinien und Korsika und wird als Zimmerpflanze verwendet.

## Beschreibung

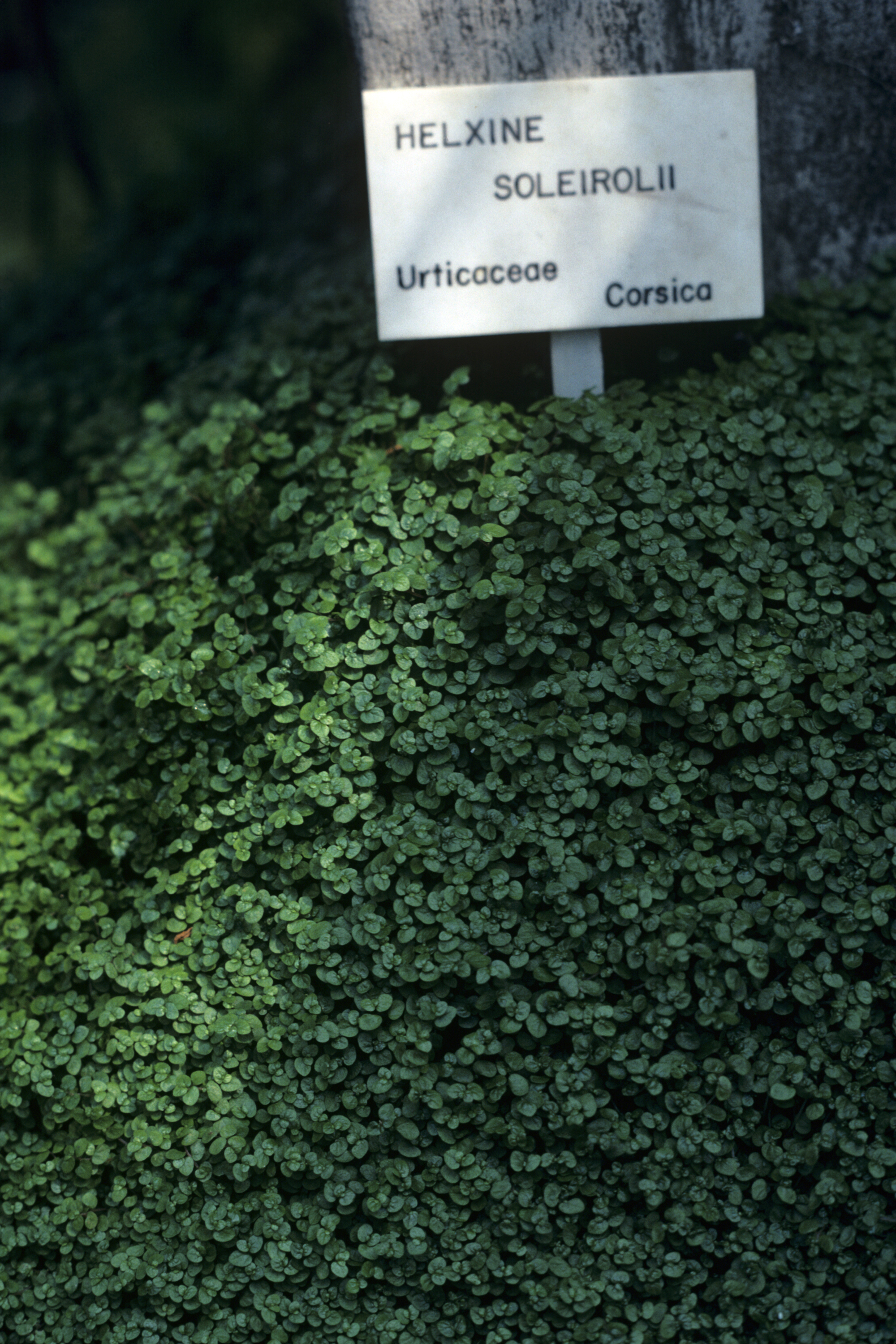
Habitus und Laubblätter

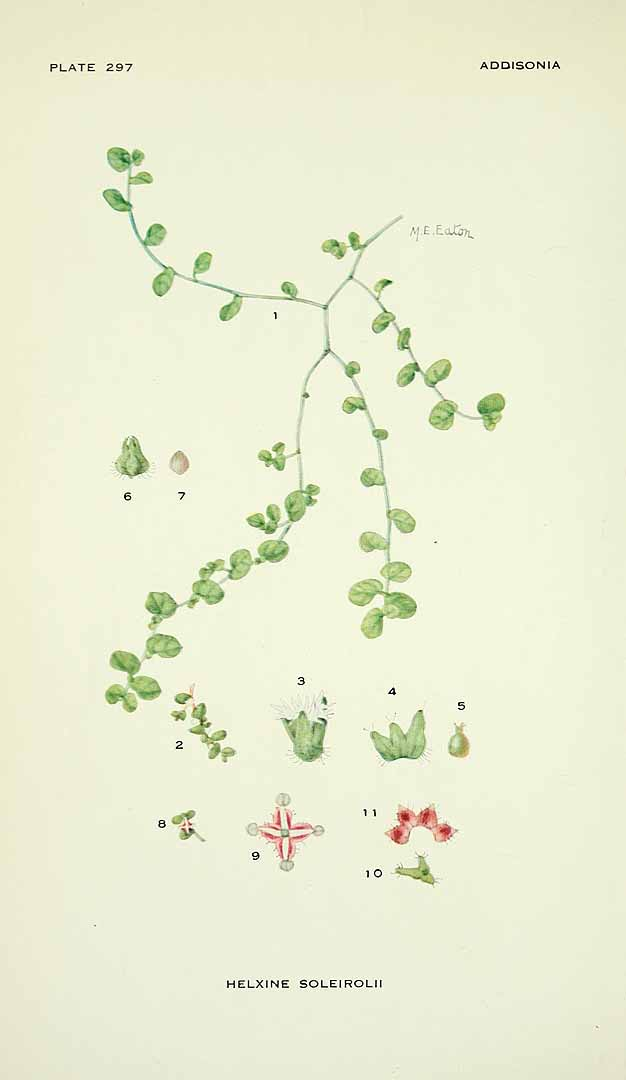
Illustration

### Erscheinungsbild und Blatt
Der Bubikopf wächst als kriechende, ausdauernde krautige Pflanze. Er wächst schnell und bildet dichte Polster oder Kissen mit Wuchshöhen von 2 bis 25 Zentimetern. Die oberirdischen Pflanzenteile sind spärlich bis dicht flaumig mit sichelförmigen und geraden Haaren bedeckt, aber nicht wie bei manchen Gattungen der Familie der Brennnesselgewächse mit Brennhaaren. Die empfindlichen, fadendünnen, glasig durchscheinenden, verzweigten Stängel können Längen von bis zu 50 Zentimetern erreichen und können sich an den Knoten (Nodien) bewurzeln.
Die wechselständig angeordneten Laubblätter besitzen einfache Blattspreiten, die bei einer Länge von 3 bis 8 Millimetern sowie einer Breite von 2 bis 4 Millimetern kreisförmig bis länglich und an ihrer Basis deutlich ungleichseitig sind. Der Blattrand ist glatt. Die Laubblätter der Naturform sind saftig grün. Die Cystolithen sind verlängert linealisch. Es sind keine Nebenblätter vorhanden.

### Blüte und Frucht
Soleirolia soleirolii ist einhäusig getrenntgeschlechtig (monözisch). Die seitenständigen Blütenstände enthalten jeweils nur eine Blüte. Im unteren Bereich des Stängels werden weibliche und im oberen Bereich männliche Blüten gebildet. Die männlichen Blüten enthalten vier freie Blütenhüllblätter und vier Staubblätter und einen sterilen verkehrt-eiförmigen Stempel. Die vier Blütenhüllblätter der weiblichen Blüten sind verwachsen und besitzen keine Haare. In den weiblichen Blüten sind die dünnen Griffel nicht haltbar und es sind keine Staminodien enthalten.
Die sitzende, glänzend, hellbraune Achäne ist bei einer Länge von 0,8 bis 0,9 und einem Durchmesser von etwa 0,6 mm symmetrisch, eiförmig mit spitzem oberen Ende. Die Achäne ist dicht umhüllen von den haltbaren Tragblätter, die korkige drei Flügel bilden und von feinen, hakigen Haaren bedeckt sind sowie von den haltbaren, trockenhäutigen Blütenhüllblättern.

### Chromosomenzahl
Die Chromosomenzahl beträgt 2n = 20; ausgehend von der Chromosomengrundzahl der Gattung Soleirolia von x = 10 ergibt sich Diploidie.

## Vorkommen
Soleirolia soleirolii stammt ursprünglich von den Mittelmeerinseln Sardinien und Korsika.
Dort herrscht ein subtropisches Klima mit warmen und trockenen Sommern und milden und feuchten Wintern. Soleirolia soleirolii wächst dort im Schatten von Bäumen, besonders gerne auf gutem Waldboden. Ebenso tritt sie in Mauerfugen, zwischen Trittplatten und Felsen auf.

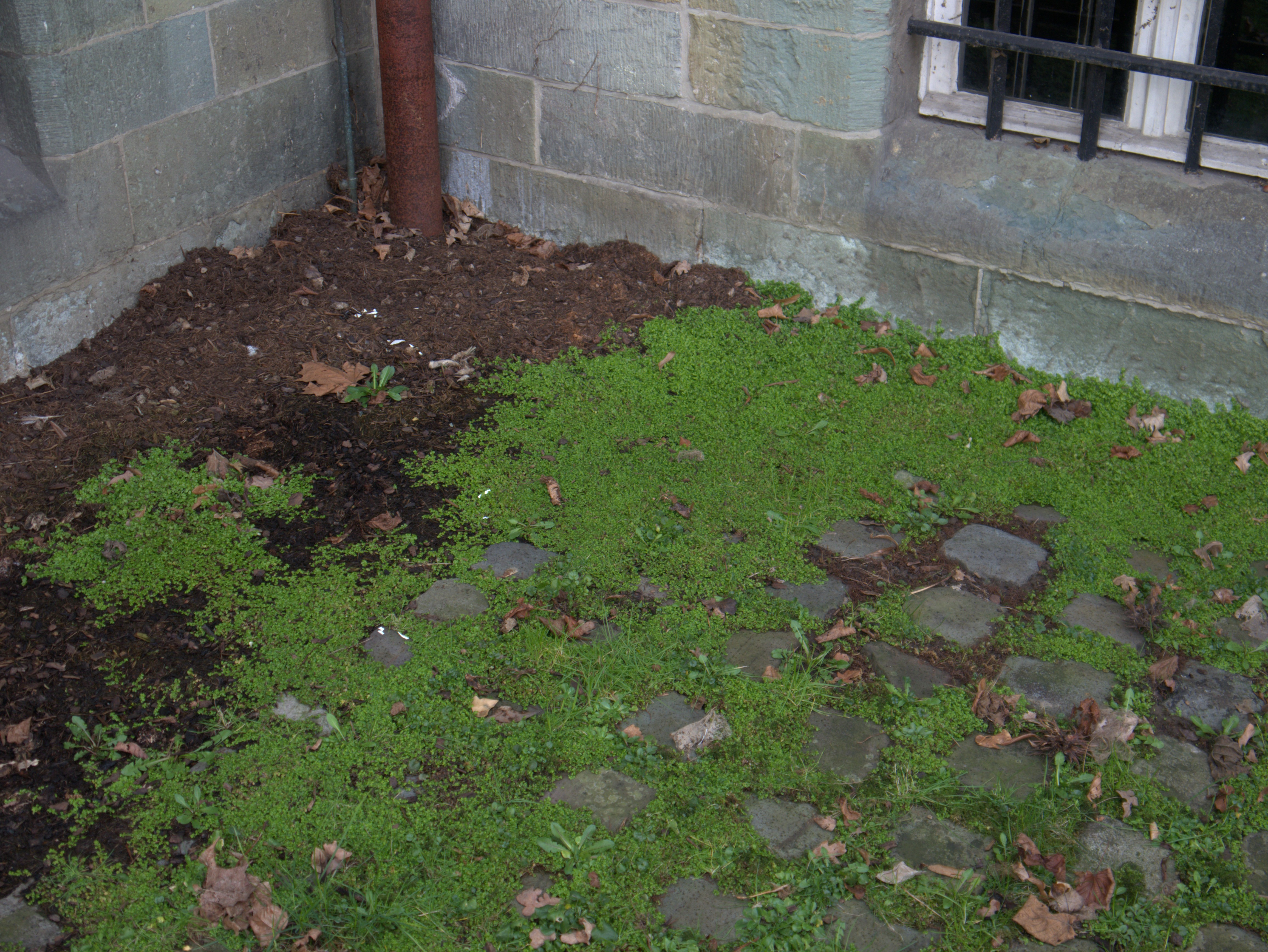
Als Neophyt in der Altstadt von Soest

Seit etwa 2010 treten in Westdeutschland vermehrt eingebürgerte neophytische Vorkommen in Zierrasen auf, so beispielsweise in Münster, im Ruhrgebiet und in Köln, deren Ursprung auf Verwilderungen zurückzuführen ist. Diese Vorkommen haben mehrere Jahre bei tiefen Frösten bis etwa -16 C überwintert und breiten sich weiter aus. Anders als zunächst vermutet, müssen diese Vorkommen aber nicht auf vegetativen Wege aus abgebrochenen Triebstücken entstanden sein. Der Bubikopf blüht an den besagten Stellen auch im Freiland regelmäßig, sodass eine Ausbreitung auch durch Samen möglich erscheint.

## Systematik
Die Erstbeschreibung als Helxine soleirolii erfolgte 1825 durch den französischen Botaniker Esprit Requien. Requien ehrte damit Soleirol, der Pflanzenexemplare bei Cervione auf Korsika gesammelt hatte. Erst 2019 wiesen Patrick Bungener und Daniel Jeanmonod in Candollea, Volume 74, Issue 2, S. 209–216, 2019 nach, dass von den zwei Brüdern Soleirol nur der ältere, nämlich Henri-Augustin Soleirol das Pflanzenmaterial in Korsika gesammelt hatte und damit er, Henri-Augustin Soleirol und nicht Joseph François Soleirol der Entdecker dieser Pflanzenart war und dessen Name im Gattungsnamen und in der Artbezeichnung verewigt wurde.
Da der Name Helxine bereits von Carl von Linné für eine ganz andere Pflanzenart, nämlich einen Vertreter der Familie der Knöterichgewächse vergeben war, musste der Bubikopf einen neuen Gattungsnamen bekommen. Mit Soleirolia schuf der französische Botaniker Charles Gaudichaud-Beaupré diesen im Jahr 1830 und ehrte damit Henri-Augustin Soleirol (1792–1860). Die Kombination Soleirolia soleirolii schließlich wurde von James Edgar Dandy im Jahr 1965 gebildet. Wegen der unterschiedlichen Endungen von Gattungsnamen und Artepitheton ist sie formal betrachtet kein Tautonym und deshalb nach den Regeln der botanischen Nomenklatur zulässig. Soleirolia soleirolii ist die einzige Art der Gattung Soleirolia innerhalb der Familie Urticaceae.

## Kultur als Zimmerpflanze

### Pflege
Bubiköpfe bevorzugen einen hellen bis halbschattigen Platz ohne direkte Sonneneinstrahlung. Sie gedeihen am besten bei Temperaturen um 15 °C im Sommer und um 10 °C im Winter. Sie sollten deshalb nicht zu warm, beispielsweise über Heizungen, stehen. Der Standort muss frostfrei sein, denn sie vertragen minimal Temperaturen bis −5 °C. Dies bedeutet jedoch auch, dass sie in geschützten Lagen sogar im Freien als Bodendecker gepflanzt werden können. Die unterirdischen Pflanzenteile treiben dann im Frühjahr wieder aus.
Soll der Bubikopf seine Kugelform behalten oder wird er zu groß, kann man ihn einfach mit einer Schere „frisieren“. Die Vermehrung des Bubikopfes ist problemlos möglich. Man kann den Stock teilen oder Stecklinge machen.

### Ausleseformen
Vom Bubikopf existieren eine Reihe von Sorten
- ‚Argentea‘ (auch ‚Variegata‘, ‚Silver Queen‘): Diese Form hat silberne Blätter.
- ‚Aurea‘: Bei dieser Form sind die Blätter goldgrün.